# Caserne numéro 3
La Caserne numéro 3 est un ancien bâtiment municipal protégé situé dans le secteur de Hull de la ville de Gatineau, au Québec. Elle est citée comme immeuble patrimonial depuis 1991. 

## Histoire
Hull souffre des feux dévastateurs entre 1880 et 1906 . La ville est partiellement détruite par le Grand feu de Hull en 1900 (jusqu’en 1869, la ville se fiait aux pompes à incendie d'Ottawa). Le conseil municipal émet un règlement en 1911 permettant l'émission de débentures au montant de 42 000 $ pour la construction de deux casernes d’incendies et l’achat d'équipement. La construction de la caserne numéro 3 se poursuit en même temps que la caserne numéro 2. Les deux édifices sont l’œuvre de l'architecte hullois Charles Brodeur et de l'entrepreneur Arthur Bourque. La caserne numéro 3 s’ouvre vers le 6 mai 1912 avec quatre pompiers .

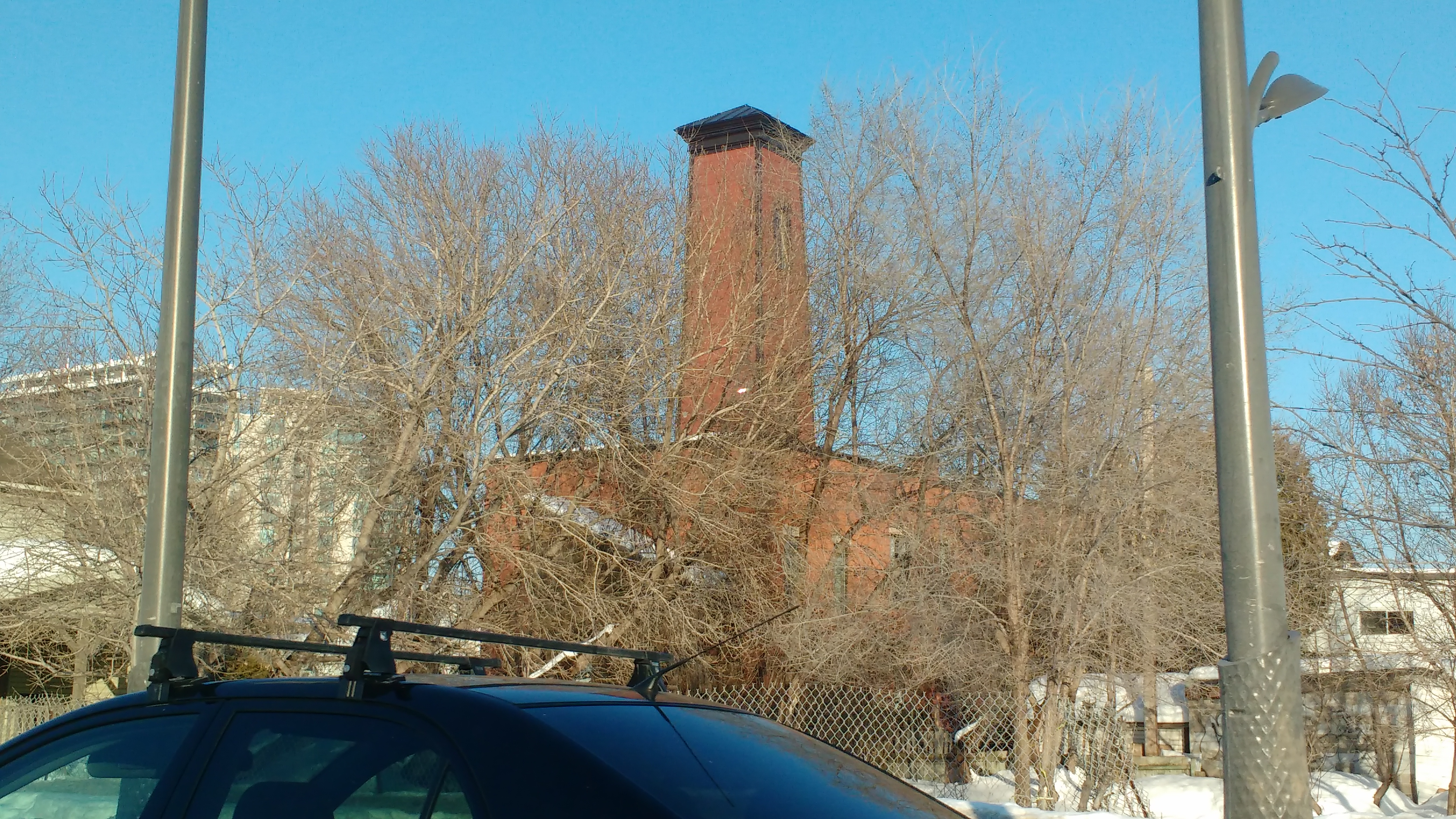
Arrière de la caserne, montrant la tour des boyaux.

La ville de Hull regroupe ces services d’incendies dans un lieu central en 1963 ; elle vend la caserne numéro 3 le 9 mars 1963 . La caserne devient tour à tour un centre de loisirs, un immeuble à bureaux puis une propriété privée. La caserne d'incendie est citée Immeuble patrimonial en 1991 .
La caserne est construite dans un style apparenté à celui de l'architecture domestique, assurant son intégration au quartier voisinant. Elle offre un parement en briques et des éléments en pierre, aussi une tour à boyaux encore existante. Citons « les éléments ornementaux, notamment le couronnement composé d'une corniche avec frise à denticules sur laquelle repose un fronton historié, le large bandeau au-dessus des grandes portes de même que les linteaux et les allèges de fenêtres » .